# LGBT+ en Égypte
La vie des minorités sexuelles et de genre en Égypte est marquée par l'absence de reconnaissance de l'homosexualité de la part de l'administration au pouvoir dans ce pays. Les relations homosexuelles sont couvertes par la législation générale qui gouverne la moralité publique. Au XXIe siècle, cette législation a été le sujet d'une interprétation plus stricte, ce qui a placé la vie des homosexuels sous la menace continuelle de persécutions et d'emprisonnement.

## Histoire

### Antiquité

#### Vie quotidienne

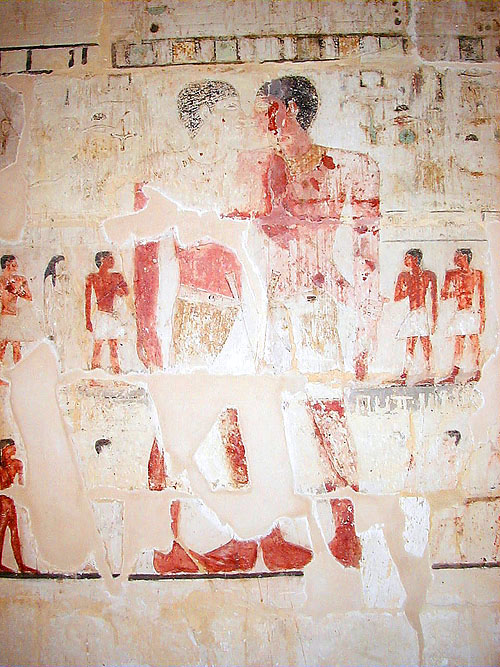
Fresque représentant Khnoumhotep et Niânkhkhnoum s'embrassant, retrouvée dans une tombe d'Égypte antique.

Il n'existe que très peu de traces d'homosexualité dans l'Égypte antique, et celles qui ont été découvertes peuvent être interprétées de différentes manières,.
La moins probante est la description, dans les textes talmudiques, du lesbianisme comme les « actes d'Égypte » ; toutefois, cette expression apparaît pour la première fois des siècles après l'annexion par l'Empire romain et le consensus est plutôt pour considérer qu'il s'agit alors pour les Hébreux, qui réprouvent l'homosexualité, de déshonorer l'Égypte,.
Une autre un peu plus solide est le conte racontant les visites nocturnes de Neferkare au général Siséné, visites durant lesquelles Pépi II Neferkare est dit « avoir fait tout ce qu'il désirait auprès de [Siséné] » ; s'il est possible d'interpréter cette phrase, l'une des rares fragments du conte ayant été retrouvé, comme une description euphémisée de rapports sexuels, le consensus historique penche plutôt comme une référence religieuse des visites de Rê à Osiris`.
L'exemple le moins contesté est celui de Khnoumhotep et Niânkhkhnoum, dont la tombe a été découverte dans les années 1960 : outre que les deux hommes soient enterrés ensemble, la tombe contient de nombreuses représentation du couple, en particulier une fresque où ils sont tous les deux de profil, leurs nez se touchant, ce qui était alors la manière stylisée de montrer un baiser.

#### Mythologie
Enfin, le dieu maléfique Seth tente d'avoir une relation avec Horus, que ce dernier évite. Cet épisode de la mythologie égyptienne est interprété de différentes manières : au début du XIXe siècle, cet épisode est imagé comme un trait salace isolé qui témoignerait de la culture populaire, ipso facto vulgaire, de l'Égypte tardive : l'éditeur princeps Alan Gardiner critiquait ainsi la valeur à la fois littéraire et morale de l'œuvre, qu'il imaginait récitée par un conteur, à la veillée, devant des auditoires de paysans. De même, on a pu estimer que les Aventures, en raison de cet épisode de promiscuité et d'autres passages scandaleux comme la décapitation d'Isis, appartiennent à une branche spéciale de la littérature égyptienne. Mais deux autres passages homosexuels démentent cette conclusion et laissent à penser que l'homosexualité de Seth, tour à tour sexuellement actif et passif (hemty), doit être un trait de sa personnalité divine comme figure de la confusion et du chaos. Le premier est connu depuis 1898 et figure dans les fragments du Papyrus de Kahun daté du Moyen Empire. Là, Seth interpelle son neveu en vantant la belle croupe de ce dernier : « La Majesté de Seth dit à la Majesté d'Horus : combien belles sont vos fesses ». Le second passage, plus ancien encore, est connu depuis 1977 et seulement publié pour la première fois en 2001. Il s'agit d'un fragment des Textes des pyramides, daté de la Ve dynastie et trouvé dans l'antichambre de la pyramide de Pépi Ier. Seth et Horus sont décrits comme se sodomisant mutuellement, chacun tenant un rôle actif :

« Si Horus a amené sa semence dans le postérieur de Seth, c'est que Seth avait amené sa semence dans le postérieur de Horus ! »

— Textes des pyramides, extrait du chap. *1036. Traduction de Claude Carrier.

### Du XVIeau XXesiècle

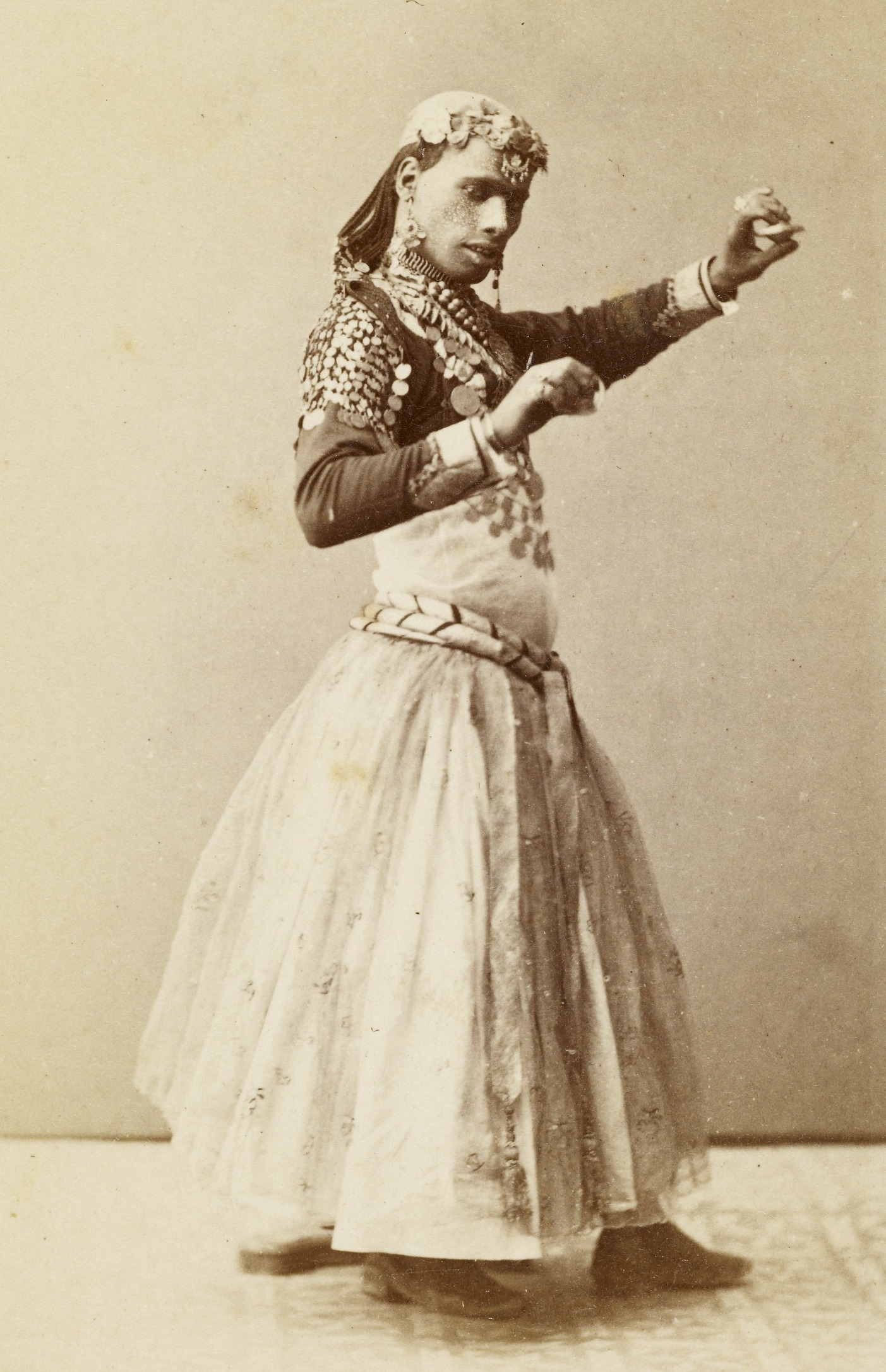
Khawal en train de danser ; photographie prise vers 1870.

Les khawal étaient des danseurs traditionnels travestis, populaires jusqu'à la fin du XIXe siècle. Ils se distingueraient des femmes en portant un costume qui est en partie homme et en partie femme. Les khawal effectuent plusieurs fonctions dans les mariages, les anniversaires, les circoncisions, et les festivals. Ils jouaient également pour les visiteurs étrangers au XIXe siècle, causant parfois de la confusion parmi les spectateurs. Les khawal étaient perçus comme sexuellement disponibles ; leur audience masculine trouvait leur ambiguïté séduisante.
En égyptien moderne, le terme se réfère à la position sexuelle passive des hommes homosexuels.

### XXIesiècle
Le XXIe siècle marque un durcissement de la politique égyptienne en manière de tolérance de l'homosexualité. Les lieux de cruising et de rencontre homosexuelle, tels que des bains publics, sont fermés par les autorités. Un rapport d'Human Rights Watch datant de 2004 fait état de 179 hommes traduits en justice pour « débauche » entre 2001 et la rédaction du rapport et estime que le nombre d'hommes arrêtés, harcelés ou torturés par la police est très probablement beaucoup plus élevé. 
En l'an 2000, la police arrête deux hommes pour outrage public après des informations selon lesquelles ils avaient conclu un contrat de mariage homosexuel.

#### Affaire du Queen Boat
En mai 2001, la police effectue une descente lors d'une fête homosexuelle sur un bateau au Caire, le Queen Boat, embarquant soixante hommes avant de relâcher les étrangers. Les cinquante-deux hommes restant furent arrêtés et jugés pour des motifs judiciaires vagues tels que « violation des enseignements de la religion », « diffusion d'idées dépravées », « mépris de la religion » et « dépravation morale », soit les motifs invoqués pour condamner l'homosexualité,.  Cette affaire bénéficie d’une couverture médiatique mondiale et de nombreuses personnalités médiatiques et politiques occidentales demandent à l'Égypte de respecter les droits LGBT,. Vingt-trois des accusés sont condamnés à la prison avec travaux forcés, tandis que les autres bénéficièrent d'un acquittement. 
À la suite de ces condamnations, six des sept sites Internets LGBT en Égypte ferment ; le seul encore ouvert alors, gayegypt.com, enregistré à Londres, avertit sur sa page que les autorités égyptiennes suivent les logs de connexion. Les listes de diffusion LGBT se vident, l'une d'elles passant de 300 inscrits à 9 en quelques jours. Les lieux de rencontre d'Heliopolis, qu'ils soient cafés, night clubs ou lieux de cruising, disparaissent. De nombreux Égyptiens homosexuels quittent le pays ou se convertissent à l'islam fondamentaliste. 

#### Depuis 2003
À plusieurs reprises, des hommes sont arrêtés pour avoir rencontré ou tenté de rencontrer d'autres hommes adultes à travers des chatrooms internet et des messageries. C'est le cas le 20 juin 2003, quand un touriste israélien en Égypte fut jeté en prison pour homosexualité, pendant quinze jours, avant d'être relâché et de pouvoir rentrer en Israël.
Le 24 septembre 2003, la police met en place des contrôles des deux côtés du pont de Qasr el-Nil, qui traverse le Nil dans la ville du Caire et représente un lieu de drague populaire chez les hommes adultes cherchant d'autres hommes pour des relations sexuelles, et y ont arrêté soixante-deux hommes pour homosexualité.
Les réactions du gouvernement égyptien aux critiques internationales furent, soit de nier qu'il y ait de persécution des personnes LGBT, soit de défendre leur politique en affirmant que l'homosexualité était une perversion morale.
Le 15 juillet 2017, Dalia AlFaghal, militante lesbienne et fondatrice de Solidarity with Egypt LGBT Initiative, fait un coming out sur les réseaux sociaux, avec des commentaires de soutien de son père et une photo d'elle avec sa petite amie. Peu de temps après, elle reçoit  de violentes réactions et avec son père est la cible de menaces de mort,,,.
En 2017 au Caire, la militante Sarah Hegazi se rend à un concert du groupe Mashrou'Leila. Sur une photo, elle arbore un drapeau LGBT. Dans les médias et sur les réseaux sociaux, elle est alors insultée et menacée de mort. Elle est finalement arrêtée avec une dizaine d'autres jeunes militants. La même année, les autorités égyptiennes interdisent aux médias « de montrer des homosexuels ou de promouvoir leurs slogans ». Victime de stress post-traumatique après la torture dont elle affirme avoir été l'objet durant ses trois mois d'incarcération, elle s'exile au Canada puis se suicide, traumatisée par cet épisode.
En juillet 2022, l'Égypte, le Koweït et Bahreïn interdisent le film Thor: Love and Thunder en raison de ses personnages homosexuels. Le même mois, la secrétaire exécutive de la CCNUCC, Patricia Espinosa, reçoit une lettre d'un couple gay, Jerome Foster et Elijah Mckenzie-Jackson, qui dénoncent le choix de l'Égypte pour accueillir les pourparlers de la COP27, au motif qu'il[Qui ?] « place notre vie en danger dans le processus de défense de la vie de notre planète » en raison de la torture contre des personnes LGBTQ, de l'abattage des femmes[pas clair] et de la suppression des droits civils. En outre, Foster déclare craindre que s'il allait en Égypte, il pourrait être arrêté ou imprimé[pas clair] en raison de sa sexualité.

## Conditions de vie
Les personnes LGBT sont accusées de pervertir les « valeurs » égyptiennes en important des mœurs considérées comme occidentales. Afin de donner des gages aux conservateurs, elles sont ainsi souvent jetées à la vindicte populaire, jouant alors le rôle de boucs émissaires.

### Représentations

#### Perceptions sociales
Comme dans d'autres pays d'Afrique ou du Moyen-Orient, l'homosexualité est vue comme extérieure au pays, comme une maladie qui contamine les Égyptiens à cause de contacts avec les étrangers, en particulier l'Occident et Israël. Lors de l'anniversaire de la guerre du Kippour, le journal égyptien Sabah Al Khair titre « Golda Meir était lesbienne » ; pendant l'affaire du Queen Boat, l'avocat défendant les hommes arrêtés est satiriquement représenté dans le magazine Al Musawwar (arz) comme portant un casque de l'armée israélienne et avec un drapeau israélien derrière lui. Les condamnations internationales de l'affaire du Queen Boat sont d'ailleurs vues par le journal Al Ahram Al Arabi (en) comme une approbation de la « perversion » par l'Occident. Une autre publication de la même maison d'édition, Al-Ahram Weekly (en), s'interroge sur l'existence d'une « mafia gay » contrôlant le Royaume-Uni, après l'élection, en 1997, de trois députés ouvertement gays sur les 650 de la Chambre des communes.

#### Dans la culture
En 2002, Alaa al-Aswany publie L'Immeuble Yacoubian, représentation de la société égyptienne de son époque à travers les habitants d'un immeuble ; parmi eux, Hatim, gay, qui reprend de nombreux clichés sur ce qu'est l'homosexualité vue par la société égyptienne : occidentalisé, avec un père absent, ayant été abusé sexuellement dans sa jeunesse par un homme, s'habillant de manière à la fois féminine et masculine, et n'arrivant pas à concilier sa sexualité avec son image publique respectable. Hatim finit tué par son amant, Abdou : lorsque le fils d'Abdou meurt, celui-ci y voit une punition divine et rompt avec Hatim ; Hatim refuse la séparation, et Abdou le tue pour s'en libérer. Si pour une grande partie du public, Hatim est puni ainsi de son homosexualité, pour d'autres, c'est la manière dont il abuse de son pouvoir envers Abdou qui est au contraire condamné par le récit.
Pour le réalisateur Yousry Nasrallah, le cinéma égyptien montre régulièrement des personnages homosexuels dans ses films populaires, en particulier des comédies ; ces personnages sont efféminés, se travestissent, et sont tournés en ridicule pour faire rire le public ; en revanche, il témoigne d'une forme d'auto-censure empêchant la représentation de personnages positifs, amoureux et ayant réussis leurs vies. Ainsi, dans l'adaptation de 1963 du roman de Naguib Mahfouz, Passage des Miracles, le personnage de Karcha, bisexuel et gérant de café, pourtant central dans le roman, est quasiment absent.

### Droits
L'homosexualité n'est pas illégale de droit en Égypte mais les personnes LGBT sont persécutées dans les faits sous l'accusation de « débauche ». Au début du XXIe siècle, elle a commencé à devenir de facto illégale à travers un large ensemble d'interprétations de plusieurs articles du code pénal égyptien, et d'autres décisions de la politique publique égyptienne en ce qui concerne la sauvegarde de « l'ordre et de la morale publique ». 

### Répression policière
Outre la surveillance des lieux de rencontre, virtuels ou physiques, la police égyptienne tend des pièges afin de trouver des homosexuels à arrêter : en septembre 2001, un informateur de la police prenant le pseudonyme Mishmisha (« abricot ») invite sept hommes à ce qu'il présente comme sa soirée d'anniversaire à Gizeh. Une fois ses invités arrivés, il quitte l'appartement, et ce sont une douzaine de policiers qui reviennent à sa place, frappent les invités, les arrêtent pour six semaines, puis les relâchent avant que ceux-ci soit condamnés par la justice à six nouveaux mois de prison. Ce mode opératoire se retrouve à nouveau en août 2002, où Mishmisha piège 12 hommes, les amenant à passer trois ans en prison.
L'application de rencontre Grindr annonce l'existence de faux profils créés dans le but d'arrêter les personnes homosexuelles. Sur la période 2001 à 2011, au moins 46 hommes égyptiens sont arrêtés à cause de faux profils créés sur des sites de rencontre.

### VIH/sida
En 1996, le ministère de la Santé lança une ligne directe nationale sur le sida. Une couverture d'Egypt Today (en) en 1999 traitait de l'épidémie de VIH-sida en Égypte et de l'idée qu'elles étaient considérées comme provenant des étrangers, des homosexuels et des drogués. L'article mentionnait aussi le projet de créer une organisation LGBT pour cibler la communauté LGBT égyptienne, et bien qu'une brochure sur le sécurisexe homosexuel ait été publiée, une telle organisation ne vit jamais le jour, et le manque d'informations sur l'épidémie perdure.
En 2005, le gouvernement égyptien commença à permettre des tests de dépistage confidentiels du VIH, bien que plusieurs personnes craignent en étant testées séropositives d'être vues comme homosexuelles, et de facto comme des criminels. Quelques Égyptiens ont accès à des kits de dépistage venant d'Amérique, mais la plupart manquent d'informations fiables sur l'épidémie et de soins de qualité dans le cas où ils sont infectés.

### Relations entre femmes
Comme dans d'autres pays du Moyen-Orient et d'Afrique du Nord, les femmes choisissant l'identité lesbienne sont une très faible minorité parmi celles qui ont des relations affectives et sexuelles avec d'autres femmes. Ces relations sont très relativement tolérées, tant qu'elles restent invisibles et ne se substituent pas au mariage avec un homme. C'est la revendication d'une identité lesbienne qui est ainsi socialement punie, notamment par de la discrimination au travail, mais aussi par des relations de harcèlement, comme ce que subirent Sarah Hegazi et Dalia AlFaghal.
L'invisibilité du lesbianisme est à double tranchant : d'un côté, il apporte une relative liberté, puisqu'un mari ne s'offusquera pas du temps passé par sa femme en compagnie d'autres femmes, et que des couples lesbiens peuvent vivre ensemble sans subir l'homophobie de leurs voisins, puisque ceux-ci ne vont pas les lire comme un couple. Mais cette invisibilité rend très difficile l'établissement d'une communauté, et les rares lieux de rencontres entre femmes, tels que certains bains publics, ferment.